# Araneus flavisternis
Araneus flavisternis este o specie de păianjeni din genul Araneus, familia Araneidae. A fost descrisă pentru prima dată de Thorell, 1878. Conține o singură subspecie: A. f. momiensis.